# Per Brahe l'ancien
Pour les articles homonymes, voir Brahe (homonymie).
Per Brahe l'ancien (1520-1590) est un homme d'État suédois.

## Biographie
Brahe est le fils de Joakim Brahe (mort en 1520 dans le bain de sang de Stockholm) et de Margareta Eriksdotter Vasa, la sœur de Gustave Ier Vasa, devenu roi de Suède en 1523. Brahe est ainsi le cousin de trois futurs rois, Éric XIV, Jean III et Charles IX, tous fils de Gustave Vasa.
Brahe est parmi les premiers membres de la noblesse suédoise à être créé comte lorsque les titres de noblesse sont introduits par le roi Eric XIV à l'occasion de son couronnement en 1561. Brahe reçoit le comté de Visingsborg, situé sur Visingsö, l'année suivante. Il est membre du Conseil privé de Suède et gouverneur du château de Stockholm à partir de 1540. Lors de l'avènement du roi Jean III, il est nommé grand chancelier de Suède (riksdrots) et gouverneur de Norrland ainsi que gouverneur du château de Stockholm à nouveau.
Il épouse Beata Stenbock (1533-1583), fille de Gustaf Olofsson Stenbock et Brita Eriksdotter Leijonhufvud, et sœur aînée de la troisième épouse de Gustav Vasa, Catherine Stenbock. La belle-mère de Brahe est la fille d'Erik Abrahamsson Leijonhufvud et d'Ebba Eriksdotter Vasa, la mère de la seconde épouse de Gustav Vasa, Marguerite Lejonhufvud. (Ebba Eriksdotter Vasa est elle-même une cousine germaine de Gustave Vasa).
Brahe est le père d'Erik Brahe (1552–1614), Gustaf Brahe (1558–1615), Margareta Brahe (1559–1638), Magnus Brahe (1564–1633) (en), Sigrid Brahe et Abraham Brahe (1569–1630), et le grand-père de Per Brahe le Jeune (1602–1680), Ebba Brahe et Margareta Brahe (en).